# Ornithin
Ornithin (von griech. ornis, Vogel) ist eine basische, nichtproteinogene α-Aminosäure. Sie tritt in der L-Form hauptsächlich im Harnstoffzyklus als Trägersubstanz auf.

## Herstellung
L-Ornithin wurde erstmals von Max Jaffé 1877 aus Hühnerexkrementen hergestellt. Die technische Herstellung von L-Ornithin erfolgt durch Hydrolyse von L-Arginin im alkalischen Medium.

## Rolle im Harnstoffzyklus
L-Ornithin entsteht im Harnstoffzyklus unter Katalyse der Arginase aus L-Arginin durch Wassereinbau und Freisetzung von Harnstoff (NH2–CO–NH2).
L-Ornithin verbindet sich dann, katalysiert durch die Ornithin-Carbamoylphosphat-Transferase, mit Carbamoylphosphat unter Abspaltung dessen Phosphats, und bildet so L-Citrullin.
Die Argininosuccinat-Synthase katalysiert anschließend unter ATP-Verbrauch die Kondensation mit L-Asparaginsäure. Es entsteht Arginin-Bernsteinsäure, das unter physiologischen Bedingungen als Argininosuccinat, dem Anion, vorliegt.
L-Argininosuccinat wird durch die L-Argininosuccinat-Lyase in Fumarat und L-Arginin gespalten. L-Arginin kann nun wieder Harnstoff freisetzen. Damit liegt wieder L-Ornithin vor und der Reaktionskreis schließt sich.

## Anwendungen
Ornithin spielt auch in der Mikrobiologie eine Rolle beim MIO-Test. Forschungsergebnisse zeigen, dass sportliche Leistung in Kombination mit Ornithin und Arginin die Bildung von Wachstumshormonen beeinflussen können. Eine Reaktion mit Ornithin erkennt man an der Färbung des Agars im Röhrchen:
- Positive Reaktion: Röhrchen bleibt violett angefärbt
- Negative Reaktion: Röhrchen zeigt gelbe Anfärbung

## Isomerie
L-Ornithin ist am stereogenen Zentrum (α-Kohlenstoffatom) (S)-konfiguriert. Enantiomer zum L-Ornithin ist das im Bacitracin vorkommende D-Ornithin. Dieses ist (R)-konfiguriert und nur von untergeordneter Bedeutung.